# Peter Neuböck
Peter Neuböck (* 9. Februar 1855 in Obdach, Steiermark; † 17. August 1928 in Graz) war ein österreichischer Bildhauer.

## Leben
Peter Neuböck wurde in der Obersteiermark geboren. Er ging ab 1867, im Alter von zwölf Jahren, beim Grazer Bildhauer Jakob Gschiel in die Lehre, und er beendete seine Lehrzeit 1871. Danach arbeitete der Steirer als Gehilfe in Wien und Graz, als er sich 1885 schließlich als selbstständiger Künstler in der steirischen Landeshauptstadt niederließ.
Peter Neuböck schuf in seinem umfangreichen Werk hauptsächlich sakrale Kunst, wobei er vor allem für Kirchen in der Steiermark, Kärnten und auf dem Balkan die Innenausstattung besorgte. Sein älterer Sohn Hans (1891–1979) war ebenfalls Bildhauer in Graz, der jüngere, Max (1893–1960) war Maler und Bildhauer und lebte in Wien.

## Werke

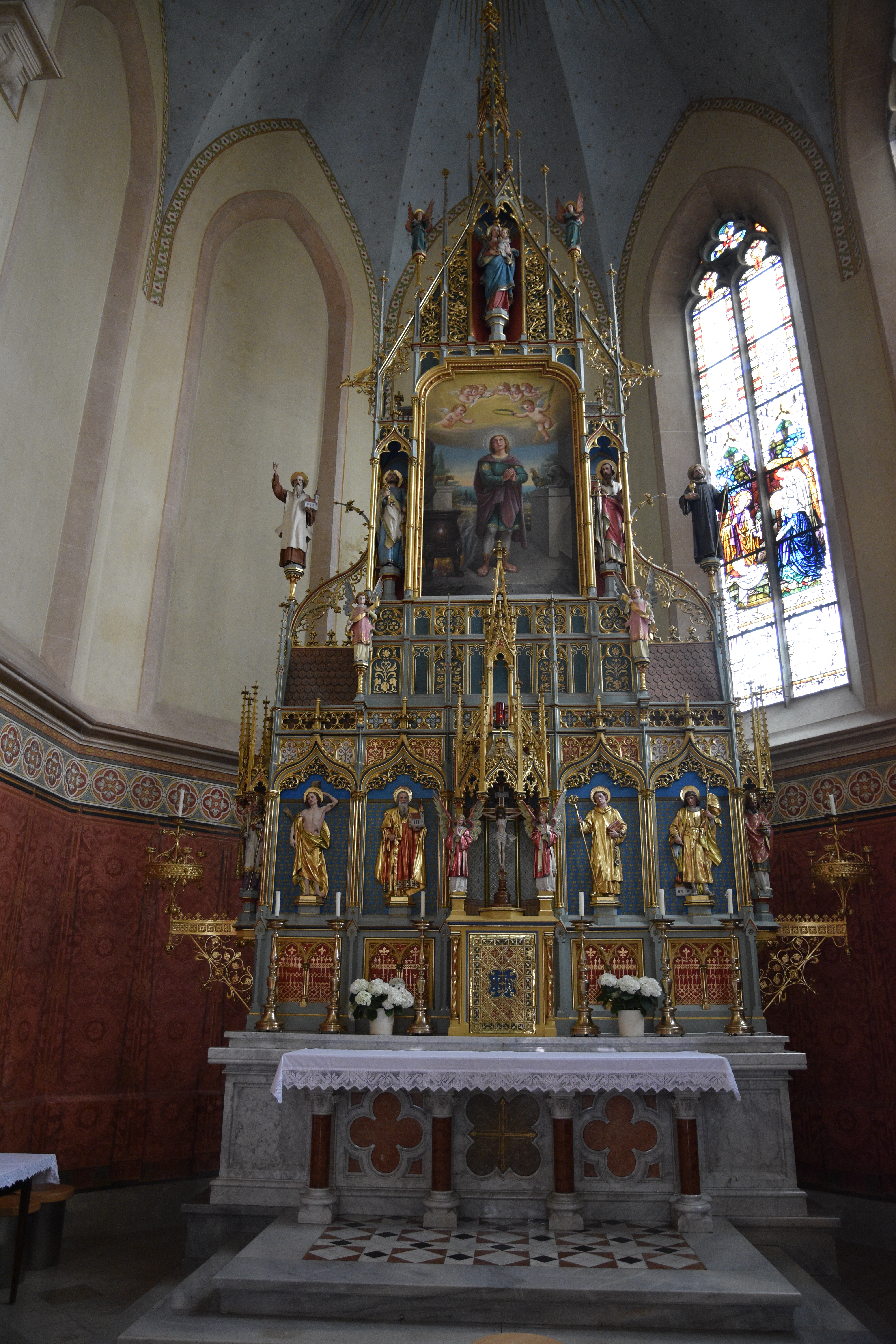
Der Hochaltar in der Pfarrkirche Weißkirchen (Steiermark)

- 1891 Bildhauerarbeiten in der Kirche der Kreuzschwestern in Graz
- 1904 Skulpturen am Hochaltar der Pfarrkirche Weißkirchen in Steiermark

## Auszeichnungen
- Der Neuböckweg im 8. Grazer Bezirk St. Peter ist nach ihm benannt.[1]